# جزایر مورتلوک علیا
جزایر مورتلوک علیا یا جزایر خاوری یا جزایر شرقی، گروهی از سه آبخوست لوساپ، ناما، و نامولوک است که به همراه جزایر نوموئی، "جزایر مورتلوک" نامیده می‌شوند. این جزایر بخشی از جزایر کارولین، ایالت چوک، ایالات فدرال میکرونزی هستند.